# 车鼓弄
车鼓弄又名弄车鼓、車鼓陣，是一種含有歌、舞，類似戲曲中「小戲」的表演形式，流行於閩南和臺灣一帶。各地因地隨俗有不同的表演形式發展，2021年台灣彰化登陸車鼓陣為其縣市之無形文化資產。

## 表演形式
「車鼓」是一種含有歌、舞，類似戲曲中「小戲」的表演形式，流行於閩南和臺灣一帶:7，並融入當地的特色與風俗，在早期農業社會是一種以歌舞自娛的娛樂方式，也常在民俗節慶時配合演出:223。車鼓的「車」字在閩南語中有「翻」或是「弄」的意思，所以這類表演又稱為車鼓弄、弄車鼓，「弄」字也含有「舞蹈」的意思。

### 台灣中南部
車鼓陣流行於台灣的南部及小部分中部地區，台灣的車鼓陣表演，通常以小旦與小丑兩人為一組，可以一組或好幾組人員共同表演，例如有一旦式、一丑一旦式、一丑二旦式、二丑一旦式、二 丑二旦式、二丑三旦式、一丑一旦多組式等，以一丑一旦多組式最為常見。傳統丑角以滑稽逗趣為原則，手持四塊，左右手各兩 片；旦角以妖豔為原則，一手拿摺扇，一 手拿絲巾或手帕，或將絲巾綁在頭上。皆化妝、著傳統漢裝演出，但亦常見有著時裝、短褲、不彩妝，甚至穿運動服演出的團體。車鼓所使用的音樂，唱腔方面傳統上有南管系統音樂（曲）與民歌小調，主要常見樂器有殼子絃、大管絃、月琴、笛， 合稱「四管全」。
車鼓在臺灣的分佈，以高雄市、臺南市、屏東縣較多，台南地區2005年時有26個車鼓團體，分佈在白河鎮、東山鄉、新營市、六甲鄉、學甲鎮、麻豆鎮、佳里鎮、西港鄉等15個鄉鎮:222。2021年彰化縣政府以車鼓陣具有藝術價值、時代或流派特色，以及顯著反映族群或地方之審美觀等原因，將車鼓陣登錄為彰化縣無形文化資產中的傳統表演藝術類，其保存者為施朝養。

### 閩南同安縣
中國地區的「車鼓」流行於閩南，尤其是同安縣周邊地區，閩南「車鼓」是多種表演形式的通名，與台灣「車鼓」獨指丑旦合演的小戲略有不同。閩南同安地區流傳的車鼓有3種：文車鼓、武車鼓、演化車鼓。:19
文車鼓的演員俗稱車鼓公、車鼓婆，以同安縣馬巷鎮後蓮村車鼓團而言，演唱的传统节目有：《病子歌》、《作車鼓歌》、《十二生相歌》、《花歌》、《聽唱夫妻歌》等。演員二人會抬著籮筐，隨音樂節奏「三步進、三步退」演出:20。伴奏的乐器有锣鼓、二弦、大广弦、亮子弦、三弦、竹笛、小唢呐等。
武車鼓，又稱車鼓跳、車鼓弄、車鼓舞，以同安縣澳頭的車鼓來說，演員有10人，車鼓公與車鼓婆分別以絹巾抬弄鼓轎，舞步較隨意、嬉鬧:21。
演化車鼓，來自同安縣潘塗村，所以又稱潘塗車鼓，也有稱火婆車鼓。演員有7人，起初車鼓公、車鼓婆抬得是石磨，後來因為過於笨重改為抬鼓，或是花轎、斗燈等:22。